# نوسان مولکولی
نوسان مولکولی، نوعی حرکت رفت و برگشتی است که در آن یک شی با جهت تقریباً ثابت مرتباً کمی عقب و جلو می چرخد . در فیزیک و شیمی ، یک مولکول (یا گروهی دیگر از اتمها ) اگر در معرض نیروهای بیرونی یا محدودیتهایی باشد که جهت گیری آن را محدود می کند ، می تواند آزاد شود.

یک مولکول دواتمی که دارای نوسان است.

به عنوان مثال ، در آب مایع ، هر مولکول آب معینی به پیوند هیدروژنی مولکول های مجاور جذب می شود ، به طوری که جهت گیری مطلوب داشته و قادر به چرخش آزادانه نیست. (البته با گذشت زمان ، مولکول های همسایه به دور خود حرکت می کنند و جهت گیری ترجیحی تغییر می کند. با این حال ، می تواند حرکات نوسان را انجام دهد ، که در طیف جذب مادون قرمز قابل اندازه گیری است  و به تنگ شدن حرکتی سایر قله ها ، به عنوان مثال کشش OH کمک می کند.
مثال دیگر کریستال مولکولی است : هر واحد مولکولی به دلیل تعامل با مولکولهای مجاور ، جهت گیری مطلوب دارند ، اما آنها حالتهای کتابخوانی دارند که مربوط به چرخشهای کوچک در مورد این جهت گیری مطلوب است. 